# Банников, Борис Фёдорович

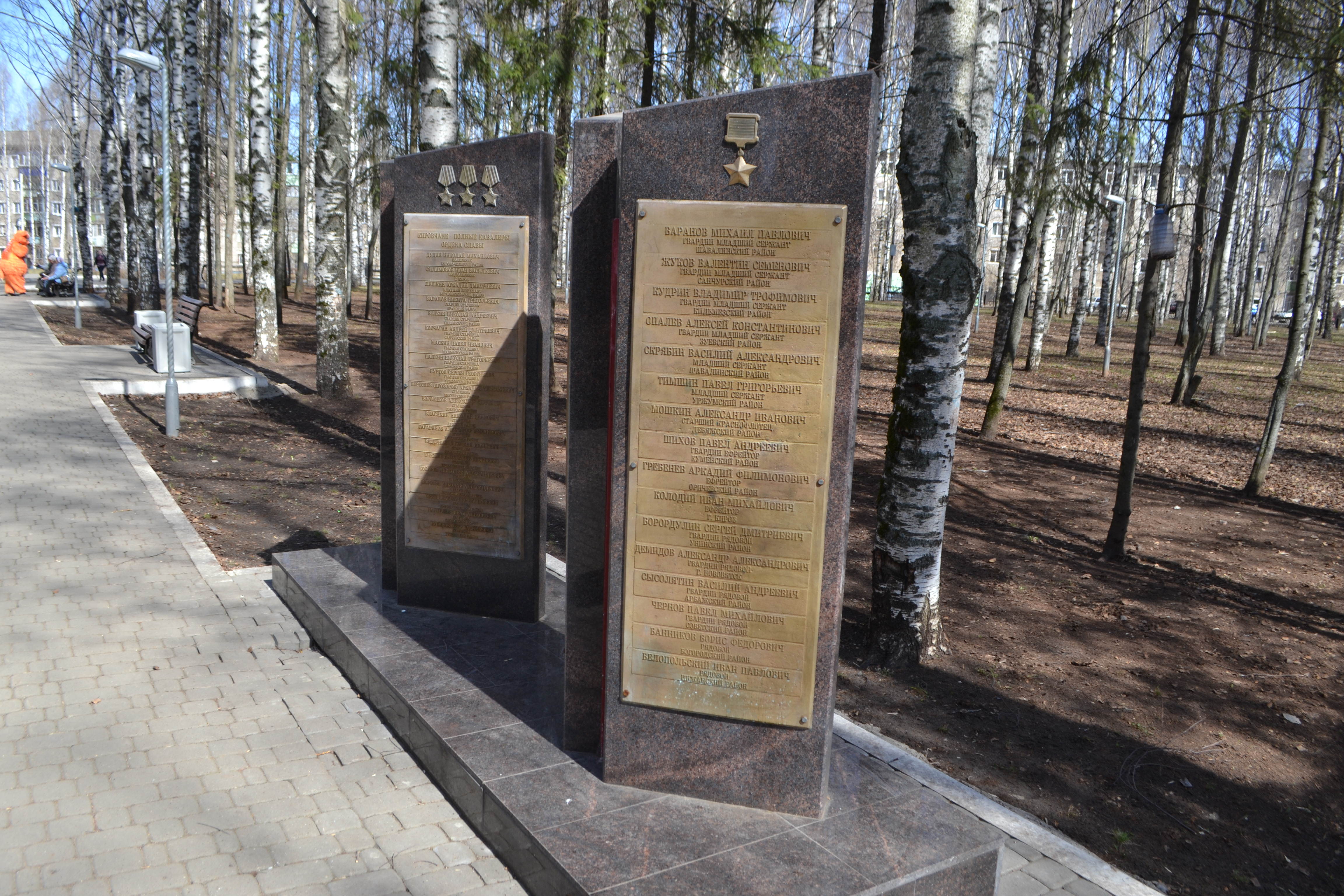
Имя Героя выбито на гранитной стеле на Аллее Славы в парке Победы города Кирова 2019.

Бори́с Фёдорович Ба́нников (12 октября 1923, Таранки, Вятская губерния — 15 октября 1943, Лоевский район, Гомельская область) — участник Великой Отечественной войны, пулемётчик 42-го стрелкового полка 106-й Забайкальской стрелковой дивизии 27-го стрелкового корпуса 65-й армии Центрального фронта, Герой Советского Союза (30.10.1943), красноармеец.

## Биография
Родился 12 октября 1923 года в деревне Таранки (ныне — Богородского района Кировской области) в крестьянской семье. Русский. В самом начале войны на фронт ушли отец и старший брат, и все заботы по хозяйству легли на плечи молодого Бориса. Работал в колхозе.
В 1943 году был призван в Красную армию Богородским райвоенкоматом. С сентября того же года на фронте. Отличился в боях при форсировании Днепра осенью 1943 года.
15 октября 1943 при форсировании Днепра в районе поселка Лоев (Лоевский район Гомельской области Белоруссии) красноармеец Банников с 4 добровольцами одним из первых преодолел реку, захватил участок траншеи противника и открыл огонь, прикрывая переправу роты. Погиб в этом бою.
Указом Президиума Верховного Совета СССР от 30 октября 1943 года за мужество и отвагу, проявленные при форсировании Днепра, и стойкость во время боев на приднепровском плацдарме красноармейцу Банникову Борису Фёдоровичу присвоено звание Героя Советского Союза посмертно.
Мать Бориса, Матрёна Ионовна, несколько лет ничего не знала о сыне. Только в октябре 1947 года на её имя пришла Грамота о присвоении Б. Ф. Банникову высокого звания.

## Награды
- Герой Советского Союза (1943, посмертно)
- Медаль «Золотая Звезда»
- Орден Ленина

## Память
- Имя Героя выбито на гранитной стеле на Аллее Славы в парке Победы города Кирова (2019).
- Похоронен у деревни Крупейки Лоевского района Гомельской области в братской могиле.
- Имя Героя носит одна из улиц в деревне Крупейки Лоевского района Гомельской области.
- Его именем названы улицы в посёлке Богородское и в деревне Таранки.
- В родном колхозе ежегодно проводятся районные лыжные соревнования на приз Героя Советского Союза Б. Ф. Банникова.